# Proxima Centauri c
Proxima Centauri c (també anomenat Proxima c o Alpha Centauri Cc) és un exoplaneta que orbita l'estrella nana vermella Proxima Centauri, que és l'estrella més propera al Sol i forma part d'un sistema d'estrelles triple. Es troba aproximadament a 4,2 anys llum (1,3 parsecs; 4,0 × 1013 quilòmetres) de la Terra a la constel·lació del Centaure, cosa que la converteix juntament amb Proxima b en els exoplanetes coneguts més propers al sistema solar.
Proxima Centauri c és una superterra o un minineptú gasós, amb aproximadament 7 vegades la massa de la Terra, que orbita a aproximadament 1,49 unitats astronòmiques (223 000 000 km) de la seva estrella cada 1 928 dies (5,28 anys). L'òrbita, determinada principalment per l'observació des del Very Large Telescope de Xile, té una inclinació de 133 °. A causa de la gran distància amb Proxima Centauri, és poc probable que l'exoplaneta sigui habitable, ja que posseeix temperatures d'uns 39 K (–234 ° C).
L’astrofísic italià Mario Damasso i els seus col·legues van informar del possible descobriment l’abril del 2019. L'equip de Damasso havia notat moviments menors de Proxima Centauri a les dades de velocitat radial de l’instrument HARPS de l'Observatori Europeu Austral (ESO), cosa que podia indicar la presència d'un possible segon planeta que orbita al voltant de Proxima Centauri. El descobriment es va publicar el gener del 2020, i el juny de 2020 es va confirmar la seva existència mitjançant les dades d'astrometria del Hubble, permetent determinar-ne la inclinació i la massa real.